# Альенде, Тадео
Тадео Альенде (исп. Tadeo Allende; род. 20 февраля 1999, Мина-Клаверо, Кордова) — аргентинский футболист, вингер клуба «Сельта», выступающий на правах аренды за клуб «Интер Майами».

## Клубная карьера
Альенте — воспитанник клубов «Хувенид Унида де Мина Клаверо» и «Институто». 13 марта 2021 года в матче против «Дефенсорес де Бельграно» он дебютировал в Примера B Насьональ в составе последнего. В начале 2022 года Альенте на правах аренды перешёл в «Годой-Крус». 11 февраля в матче против «Тигре» он дебютировал в аргентинской Примере. В поединке против «Колона» Тадео забил свой первый гол за «Годой-Крус». По окончании аренды клуб выкупил трансфер игрока. 
В начале 2024 года Альенте перешёл в испанскую «Сельту», подписав контракт на четыре с половиной года. 4 февраля в матче против «Осасуны» он дебютировал в Ла Лиге. 11 февраля в поединке против «Хетафе» Тадео забил свой первый гол за «Сельту». 